# Association sportive madinet Oran (football)
 (août 2024).
Si vous disposez d'ouvrages ou d'articles de référence ou si vous connaissez des sites web de qualité traitant du thème abordé ici, merci de compléter l'article en donnant les références utiles à sa vérifiabilité et en les liant à la section « Notes et références ».
Pour le club omnisport, voir Association sportive madinet Oran.
Maillots
Actualités
Dernière mise à jour : 1er septembre 2024.
L’Association Sportive Madinet Oran (en arabe : الجمعية الرياضية لمدينة وهران), plus couramment abrégé en ASM Oran ou encore en ASMO, est un club de football algérien fondé en 1933 et basé à Oran.

## Historique
L’Association Sportive Madinet Oran s'inscrit dans la foulée des grands clubs nationalistes, par opposition aux clubs de Pieds-Noirs, durant la période coloniale. Sa fondation serait due à des divergences politiques entre les dirigeants de l'USM Oran. Certains dirigeants, en effet, sous la houlette de Baghdad Aboukébir, ex-gardien de but, puis dirigeant influent, membre de l'Association des oulémas musulmans algériens, sous l'égide de Cheikh Tayeb El Mehadji et son cousin Cheikh Miloud El Mehadji fondateur de l'association El Falah à Oran et membre de l'Association des oulémas musulmans Algériens aussi, auraient fait scission et donc fondé en 1933 l'ASM Oran.
Restant pendant longtemps circonscrits à Mdina Jdida et Saint Antoine, quartiers oranais ayant très peu subi les effets de l'exode rural, les supporteurs du club sont historiquement issus de ses deux quartiers de la ville par rapport au rival direct, le MC Oran, dont la masse de supporteurs est beaucoup plus importante.

### La colonisation française
Déjà, Mdina Jdida, fonctionnait comme pôle d’attraction de la population algérienne de la région. Avec Lamur, Mdina Jdida exerce sa fonction de lieu de mémoire et de mobilisation du mouvement national. La socialisation des masses populaires passe autant par les partis politiques que par les clubs sportifs dont le plus populaire et le plus titré était alors l’USM Oran. Dans les clubs de football, l’ASM Oran, le MC Oran, l’EM Oran, des jeunes se mobilisent à Mdina Jdida, mais aussi dans les faubourgs de Lamur de Médioni de Lyautey (les Arrondissements d'El Hamri) de Victor Hugo et dans les autres quartiers.
Les clubs d'Oran, après avoir été un foyer de contestations nationalistes, cet arrondissement populeux d’El Hamri (Lamur – Médioni – Lyautey) et Mdina Jdida qui était habité dans sa presque totalité par des Algériens, subira les affres de la répression coloniale durant la Guerre d'Algérie; parmi eux : Ahmed Zabana qui a joué à l’ASM Oran en équipe réserve.

## La formation et la prospection: vocations de l'ASM Oran
L’Association Sportive Madinet Oran est surnommée "El Madrassa" (l'école), tant elle a donné de talents issus du club au football national. Cet avantage ne l'a pas pourtant empêché d'avoir toujours été victime d'une mauvaise gestion qui en a fait un club-ascenseur entre la Division nationale 1 et la Division inférieure.
Il n'en demeure pas moins qu'à ce jour, l'ASM Oran est classé septième club en Algérie par rapport au nombre de participations en Championnat de première division. En effet, sur 57 championnats disputés depuis 1964, l'ASM Oran a été présente 30 fois. Elle fait partie donc du "top 10" des plus grands clubs Algériens en compagnie de la JS Kabylie, MC Oran, CR Belouizdad, ES Sétif, MC Alger et parmi les grandes écoles comme le NA Hussein Dey et USM El Harrach.

## Résultats sportifs

### Palmarès;
| Compétitions nationales                                                                             | Compétitions internationales                  |
| --------------------------------------------------------------------------------------------------- | --------------------------------------------- |
| - Ligue 1 - Vice-champion : 1991. - Troisième : 1964. - Coupe d'Algérie - Finaliste : 1981 et 1983. | - Coupe de la CAF - Quart de finaliste : 1992 |

### Classement en championnat d'Algérie par année
- 1962-63 : CH - Gr. 1, 2e
- 1963-64 : DH - Gr. Oranie, 1er
- 1964-65 : D1, 10e
- 1965-66 : D1, 4e
- 1966-67 : D1, 8e
- 1967-68 : D1, 9e
- 1968-69 : D1, 11e
- 1969-70 : D2 - Gr. Ouest, 5e
- 1970-71 : D2 - Gr. Ouest, 2e
- 1971-72 : D1, 7e
- 1972-73 : D1, 13e
- 1973-74 : D1, 15e
- 1974-75 : D2 - Gr. Ouest, 1er
- 1975-76 : D1, 16e
- 1976-77 : D2 - Gr. Ouest, 1er
- 1977-78 : D1, 12e
- 1978-79 : D1, 4e
- 1979-80 : D1, 10e
- 1980-81 : D1, 11e
- 1981-82 : D1, 10e
- 1982-83 : D1, 9e
- 1983-84 : D1, 7e
- 1984-85 : D1, 7e
- 1985-86 : D1, 10e
- 1986-87 : D1, 15e
- 1987-88 : D1, 12e
- 1988-89 : D1, 5e
- 1989-90 : D1, 4e
- 1990-91 : D1, 2e
- 1991-92 : D1, 6e
- 1992-93 : D1, 15e
- 1993-94 : D2 - Gr. Ouest, 2e
- 1994-95 : D2 - Gr. Ouest, 1er
- 1995-96 : D1, 15e
- 1996-97 : D2 - Gr. Ouest, 2e
- 1997-98 : D2 - Gr. Ouest, 3e
- 1998-99 : D1 - Gr. Centre-Ouest, 11e
- 1999-00 : D2, 1er
- 2000-01 : D1, 5e
- 2001-02 : D1, 9e
- 2002-03 : D1, 15e
- 2003-04 : D2 - Gr. Ouest, 2e
- 2004-05 : D2 - Gr. Ouest, 5e
- 2005-06 : D2 - Gr. Ouest, 3e
- 2006-07 : D1, 15e
- 2007-08 : D2 - Gr. Ouest, 7e
- 2008-09 : D2 - Gr. Ouest, 7e
- 2009-10 : D2 - Gr. Ouest, 2e
- 2010-11 : L2, 7e
- 2011-12 : L2, 7e
- 2012-13 : L2, 6e
- 2013-14 : L2, 3e
- 2014-15 : L1, 8e
- 2015-16 : L1, 16e
- 2016-17 : L2, 10e
- 2017-18 : L2, 7e
- 2018-19 : L2, 13e
- 2019-20 : L2, 8e
- 2020-21 : L2 - Gr. Ouest, 3e
- 2021-22 : L2 - Gr. Cntr.-Oust, 12e
- 2022-23 : L2 - Gr. Cntr.-Oust, 10e
- 2023-24 : L2 - Gr. Cntr.-Oust, 13e
- 2024-25 : L2 - Gr. Cntr.-Oust, ?e

### Bilan sportif
Mise a jour : fin de la saison 2016-2017
| Nationale                   | Saisons     | Titres | J    | G   | N   | P   | Bp   | Bc   | Diff | Points |
| --------------------------- | ----------- | ------ | ---- | --- | --- | --- | ---- | ---- | ---- | ------ |
| Ligue 1                     | 33          | 0      | 980  | 305 | 286 | 389 | 984  | 1159 | -175 | 1480   |
| Ligue 2                     | (18 sur 20) | 4      | 574  | 246 | 184 | 144 | 740  | 554  | +186 | 1005   |
| Critérium d'Honneur 1962-63 | 1           | -      | 14   |     |     |     |      |      |      |        |
| Division d'Honneur 1963-64  | 1           | -      | 32   | 21  | 8   | 3   | 76   | 27   | +49  | 82     |
| Total Général               | (51 sur 55) | 4      | 1586 | 572 | 478 | 536 | 1805 | 1745 | +60  | 2468   |

### Parcours de l'ASMO en coupe d'Algérie
| Saison  | Tour                  | Matchs          | Résultats     |
| ------- | --------------------- | --------------- | ------------- |
| 1962-63 | ?                     | ?               | ?             |
| 1963-64 | 1/16 finale           | JSM Tiaret      | 1-1 Corn 4-3  |
| 1964-65 | 1/32 finale           | RC Oran         | 1-0           |
| 1965-66 | 1/8 finale            | RC Kouba        | 4-2           |
| 1966-67 | 1/16 finale           | USM Bel Abbès   | 2-0           |
| 1967-68 | 1/16 finale           | RC Relizane     | 2-1 a.p       |
| 1968-69 | 1/32 finale           | Nadjah AC       | 2-1           |
| 1969-70 | 1/64 finale           | RC Oran         | 3-2           |
| 1970-71 | 1/32 finale           | USM Bel Abbès   | 0-0 Corn 2-1  |
| 1971-72 | 1/8 finale            | ES Sétif        | 3-1           |
| 1972-73 | 1/2 finale            | MC Alger        | 1-0 / 3-3     |
| 1973-74 | 1/32 finale           | JSM Tiaret      | 2-1           |
| 1974-75 | 1/2 finale            | MO Constantine  | 3-1 / 0-0     |
| 1975-76 | 1/16 finale           | WA Mostaganem   | 2-1           |
| 1976-77 | 1/16 finale           | USM Ain Beida   | 1-0           |
| 1977-78 | 1/8 finale            | Asnam TO        | 2-2 t.a.b     |
| 1978-79 | 1/8 finale            | MC Oran         | 3-1 a.p       |
| 1979-80 | 1/4 finale            | JE Tizi Ouzou   | 2-0           |
| 1980-81 | Finaliste             | USM Alger       | 2-1 a.p       |
| 1981-82 | 1/16 finale           | JSM Tiaret      | 1-1 t.a.b     |
| 1982-83 | Finaliste             | MC Alger        | 4-3 a.p       |
| 1983-84 | 1/16 finale           | IRB Sétif       | 2-1           |
| 1984-85 | 1/32 finale           | Nadit Bel-Abbès | 1-1 t.a.b 4-3 |
| 1985-86 | 1/16 finale           | MC Oran         | 2-0           |
| 1986-87 | 1/8 finale            | CR Belcourt     | 1-0           |
| 1987-88 | 1/32 finale           | CMH Oran        | ?             |
| 1988-89 | 1/16 finale           | USM El Harrach  | 1-0 a.p       |
| 1989-90 | N.J                   | N.J             | N.J           |
| 1990-91 | 1/16 finale           | WA Boufarik     | 1-1 t.a.b 5-3 |
| 1991-92 | 1/16 finale           | USM Sétif       | 1-0           |
| 1992-93 | N.J                   | N.J             | N.J           |
| 1993-94 | 1/4 finale            | MC Oran         | 2-1           |
| 1994-95 | 4e T.R                | CRB Hennaya     | ?             |
| 1995-96 | 1/8 finale            | HB Chelghoum.L  | 2-0           |
| 1996-97 | 1/16 finale           | MB Bouira       | 1-0 a.p       |
| 1997-98 | 1/32 finale           | MB Bouira       | 1-0           |
| 1998-99 | 1/16 finale           | ES Mostaganem   | 2-1 a.p       |
| 1999-00 | 1/16 finale           | JS Kabylie      | 2-1           |
| 2000-01 | 1/4 finale            | USM Alger       | 2-1           |
| 2001-02 | 1/32 finale           | CRB El Milia    | 2-1 a.p       |
| 2002-03 | 1/16 finale           | MO Constantine  | 3-2           |
| 2003-04 | Dernier Tour Régional | ASB Maghnia     | 1-0           |
| 2004-05 | 1/8 finale            | MC Oran         | 2-1           |
| 2005-06 | 1/4 finale            | WA Tlemcen      | 2-1           |
| 2006-07 | 1/16 finale           | MC Alger        | 2-2 t.a.b 4-3 |
| 2007-08 | 1/8 finale            | Paradou AC      | 3-1           |
| 2008-09 | 3e T.R                | WA Tlemcen      | 2-2 t.a.b 3-1 |
| 2009-10 | 3e T.R                | WA Mostaganem   | ?             |
| 2010-11 | 1/16 finale           | MC Oran         | 1-0           |
| 2011-12 | 1/64 finale           | CRB Hennaya     | 1-0           |
| 2012-13 | 1/32 finale           | JSM Bejaia      | 2-1           |
| 2013-14 | 1/32 finale           | Hydra AC        | 0-0 t.a.b 5-4 |
| 2014-15 | 1/4 finale            | MO Bejaia       | 2-2 t.a.b 6-5 |
| 2015-16 | 1/16 finale           | ARB Ghriss      | 0-0 t.a.b 4-2 |
| 2016-17 | 1/32 finale           | CS Constantine  | 2-1           |
| 2017-18 | 1/16 finale           | USM Blida       | 2-0           |
| 2018-19 | 1/32 finale           | USM Alger       | 2-0           |
| 2019-20 | 1/4 finale            | Paradou AC      | (1-4) et (-)  |
| 2020-21 | N.J                   | N.J             | N.J           |
| 2021-22 | N.J                   | N.J             | N.J           |
| 2022-23 | Dernier TR            | WA Mostaganem   |               |
| 2023-24 | 1/16 finale           | ES Ben Aknoun   | 0-3           |
| 2024-25 | Dernier TR            | USM Bel-Abbès   | 0-1           |

### Statistiques Tour atteint
l' Association Sportive Madinet Oran à participer en 55 édition, éliminé au tours régionale 06 fois et atteint les tours finale 44 fois.
| Édition | 1er tour | 2e tour | 3e tour | 4e tour | 64e de finale | 32e de finale | 16e de finale | 8e de finale | Quart de finale | Demi-finale | Finale | Champion |
| ------- | -------- | ------- | ------- | ------- | ------------- | ------------- | ------------- | ------------ | --------------- | ----------- | ------ | -------- |
| 55-7    | -        | -       | 02      | -       | 02            | 11            | 16            | 08           | 05              | 02          | 02     | 00       |

## Identité du club

### Logo
Les couleurs Verts et Blancs et le logo avec le Croissant et l'étoile ont été inspirées de l'Islam.

Ancien logo du club
Ancien logo du club
Ancien logo du club
Logo actuel du club

### Noms de l'équipe
| Association Sportive Musulmane d'Oran |
| ------------------------------------- |

| Association Sportive des Chimistes d'Oran |
| ----------------------------------------- |

| Association d'Oran |
| ------------------ |

| Association Sportive Madinet Oran |
| --------------------------------- |

## Personnalités du club

### Joueurs emblématiques
Voici à titre d'exemple et de manière non exhaustive certains noms de joueurs internationaux, toutes générations confondues, ayant fait toutes leurs classes à l'ASM Oran (ou, dans le cadre de la prospection, découverts et lancés par l'ASM Oran)
- Nabil Medjahed
- Reda Acimi
- Hichem Belkaroui
- Houcine Benayada
- Baghdad Benghellam
- Amar Ammour
- Mohamed Belahouel
- Hachemi Belatoui
- Boumedine Nessredinne Baghdad
- Habib Belhachemi
- Houari Belkhetouat
- Mohamed Belkheïra
- Nourredine Bendida
- Othmane Bendida
- Ali Benhalima
- Abdelwahab Berrane
- Ahmed Bessol
- Cheïkh Benzerga
- Tayeb Berramla
- Fethi Boudia
- Mokhtar Bouhizeb
- Mohamed Boualem
- Mustapha Boukar
- Salim Boumechra
- Boubakeur Chalabi
- Noureddine Daham
- Mokhtar Dey
- Redouane Guemri
- Samir Hamidi
- Adel Namane
- El Aid Maamar Kouadri
- Bouazza Feham
- Ghalem Fertoul
- Moulay Haddou
- Miloud Hadefi
- Sofiane Hanitser
- Mokhtar Kechamli
- Abdellah Kechra
- Nacer Hadada
- Hasni Habi
- Hamid Lefdjah
- Wahid Mebarki
- Senoussi Medjahed
- Belkheïr Meguenni
- Fayçal Meguenni
- Brahim Arafat Mezouar
- Slimane Raho
- Abdelkader Reguig (Pons)
- Karim Oudad
- Larbi Tabti
- Abdelhafid Tasfaout
- Hamida Tasfaout
- Ali Bouamria
- Ait Zegach

L'ASM Oran, est un club qui mise beaucoup sur la formation des jeunes et s'est doté de collectifs de Supporteurs conservateurs, la majorité d'entre eux sont Oranais de père en fils, appelés les Asémistes en référence au sigle du club.

## Structures du club

### Infrastructures

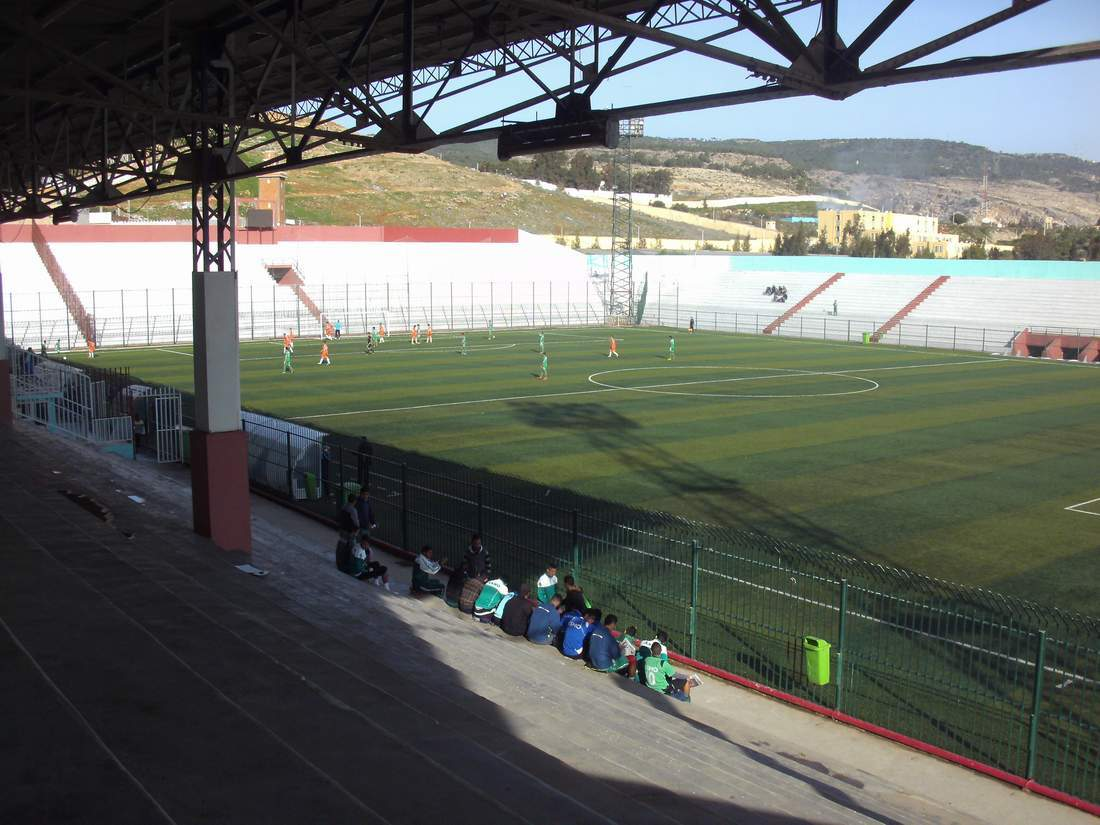
Stade Habib Bouakeul.

L’Association Sportive Madinet Oran joue ses matches a domicile dans le Stade Habib Bouakeul.

#### Siège
Le Siège de l'Association Sportive Madinet Oran se trouve au 28 Boulevard Dr Benzerdjeb Mdina Jdida, Oran.

## Culture populaire
L'Association Sportive Madinet Oran est considéré comme le club des premiers habitants de la ville d'Oran.

## Principaux sponsors
- Holding Construction Algérie
- Maghreb Emballage